# Мельниця (Палкінська волость)
Мельниця (рос. Мельница) — присілок в Палкінському районі Псковської області Російської Федерації.
Населення становить 10 осіб. Входить до складу муніципального утворення Палкін волость.

## Історія
Від 2015 року входить до складу муніципального утворення Палкін волость.

## Населення
| 2001 | 2002 | 2010 | 2012 | 2016 |
| ---- | ---- | ---- | ---- | ---- |
| 9    | ↗11  | ↘9   | ↘5   | ↗10  |